# Андреас Павлос
Тевкрос Антиас (на гръцки: Τεύκρος Ανθίας), с рождено име Андреас Павлос, е кипърски гръцки поет, писател, драматург и журналист. Определян е като поет на левицата, но и на цял Кипър.
За първи път използва псевдонима Тевкрос Антиас през 1919 г.

## Биография и творчество
Роден е на 3 април 1903 г. в село Кондея, близо до Фамагуста, Кипър. Учи в Търговската гимназия в Ларнака. Следва в Панкипърската богословска семинария в Ларнака, която завършва през 1922 г., и е ръкоположен за свещеник.
След дипломирането си година работи като учител в Хойрокития. Заминава през 1923 г. за Гърция, за да следва филология, но поради финансови затруднения не може да учи. Работи като учител в периода 1924 – 1925 г. в Спарта, а след това в Склавохори и Каристос. В периода 1927 – 1930 г. живее в Атина. През 1930 г. се завръща в Кипър, където се включва активно в лявото и работническото движение. Участва в организирането на Комунистическа партия на Кипър (ККП), за което е преследван.
Дебютира с поетичния сборник „Цветята на любовта“ (Τα λουλούδια της αγάπης) през 1922 г. в Ларнака. В Гърция се среща с Костас Варналис и Тасос Вурнас, приема бохемския живот и бързо влиза в кръга на новото творческо направление на Атина и в новогръцката литература. В Гърция става известен през 1929 г. със стихосбирката си „Подсвирканията на скитника“ (Τα σφυρίγματα του αλήτη).
В периода 1930 – 1948 г. пише поезия, проза, пиеси, разкази, фолклорни текстове. Използва творчеството си като средство в класовата борба. Духовната му нагласа е преплетена с политическите и социални борби на кипърския народ и потиснатите народи по света. От този период са сборниците му със стихове „Хаос“ (1936), „Изход“ (1937), „Героична симфония“ (1942), „Кипърска рапсодия“ (1947) и др. Творчеството му е белязано с любовта му към Кипър и Гърция.
През 1931 г. е арестуван за дейностите на комунистическата партия. През същата година публикува епоса „Второто пришествие“ (Η Δευτέρα Παρουσία) със сатирично съдържание срещу християнската религия. Заради него е отлъчен от църквата. Отлъчването му е отменено през 1935 г. след като се извинява на Светия синод на Кипърската църква.
През 1941 г. става един от основателите на Прогресивна партия на работещите хора (АКЕЛ), избран е в Централния комитет на партията, пише и съставя химна на партията. Вдъхновен от Октомврийската революция, внася революционни идеи в кипърската поезия и се застъпва за правата на жените. Работи във вестника на партията „Димократи“ и издава списанията „Флога“ и „Спита“.
През 1948 г., годината на големите стачки, като журналист застава на страната на миньорите. В края на стачките заминава със семейството си като емигрант в Англия, където продължава да се занимава с комунистическа дейност. Работи в гръцката секция на Би Би Си и основава гръцко училище в Лондон, където работи като вечерен учител.
През 1955 г. се завръща в Кипър и участва в борбата срещу англичаните. Арестуван е и е затворен заедно със 134 други ръководители на АКЕЛ в концентрационен лагер в Декелия. Освободен е през 1957 г., след като получава инфаркт. Участва в създаването и издаването на вестник „Харавги“.
Отново заминава за Англия, където живее в Лондон до края на живота си и работи като журналист. През 1966 г. публикува „Ламбракиада“ за Григорис Ламбракис, негов близък приятел, убит от хунтата.
Жени се 2 пъти и има общо 5 деца – 3 дъщери и 2 сина. Той се жени първо за Лола Леонтиаду, с която имат 2 деца – Антиной и Попи. С втората му съпруга Анастасия имат 3 деца – Флога, Теукрос и Андри.
Умира от сърдечна недостатъчност в Лондон на 8 ноември 1968 г. Погребан е в село Кондея.

## Произведения

### Поезия
- Τα λουλούδια της αγάπης (1922)[2][4][3]
- Τα σφυρίγματα του αλήτη (1929, 1956)[5][1]
- Αγιε Σατάν, Ελέησόν με (1930)
- Η Δευτέρα Παρουσία (1931) – епос
- Το πουργατόριο (1931) – епос
- Μπλακ Μαρία Νο Ι (1934)
- Το χάος (1936)
- Η έξοδος (1937)
- Η άνοδος (1938)
- Ιντερμέδιο (1939)
- Το Β΄ Ιντερμέδιο (1940)
- Βομβύκιο (1940)
- Σερενάτα (1941)
- Ηρωική συμφωνία (1942) – епос
- Σφυρίγματα του ερημίτη (1943)
- Εκ βαθέων (1945)
- Το ανθρώπινο έπος (1946) – епическа поема
- Ελλάδα (1946) – епическа поема
- Κυπριακή ραψωδία (1947) – епическа поема
- Το τραγούδι της Γης (1951)
- S.O.S. (1952)
- Το ημερολόγιο του C.D.P. (1956)
- Ορατόριο (1961)
- Άπαντα (1962)
- Λαμπρακιάδα (1966)
- Σ’ αγαπώ (1966)
- Αγρυπνώ για Σένα Ελλάδα (1967)

### Пиеси
- Η δημοπρασία (1935)[5][3]
- Ο γιόκας μας (1936)
- Ηρωικό εμβατήριο (1941)
- Στάλινγκραντ (1942)
- Ανώνυμοι εν οδώ αλληλούια (1943) – военна комедия
- Αμαρτωλοί και κλέφτες (1943)

### Детска литература
- Ταξίδι στον ήλιο (1940) – пиеса[5]
- Το παλληκάρι της φακής (1942) – комедия

### Документалистика
- Η ζωντανή Κύπρος (1941) – фолклор[5]
- Μουσικό εγκόλπιο (α΄ και β΄ τόμος, εθνικά, λαϊκά κι εργατικά τραγούδια, 1945)